# Segno dell'allungamento ottico
Nell'analisi cristallografica di un minerale si definisce segno dell'allungamento ottico (positivo o negativo) la relazione di orientazione fra le direzioni morfologiche di un cristallo e i semiassi della sezione ellittica dell'indicatrice.
Il segno dall'allungamento viene determinato solo su cristalli euedrali allungati (abito prismatico o tabulare), sia uniassici che biassici: se vi è isoorientazione fra l'allungamento del cristallo e il semiasse maggiore della sezione ellittica dell'indicatrice, allora il segno d'allungamemto è positivo; viceversa il segno è negativo.